# خرة تشاكي
خرة تشاكي هي قرية في مقاطعة سردشت، إيران. يقدر عدد سكانها بـ 23 نسمة بحسب إحصاء 2016.